# Chalciosphaerium solox
Chalciosphaerium solox là một loài bọ cánh cứng trong họ Byrrhidae. Loài này được Enderlein miêu tả khoa học năm 1912.